# Produktionsplanung und -steuerung
Die Produktionsplanung und -steuerung (PPS) ist ein Teilgebiet der Produktionswirtschaft, das der Produktionstechnik und der Wirtschaftsinformatik besonders nahesteht. Die PPS beschäftigt sich mit der operativen, zeitlichen, mengenmäßigen und wenn nötig auch räumlichen Planung, Steuerung und Kontrolle, damit zusammenhängend auch der Verwaltung aller Vorgänge, die bei der Produktion von Waren und Gütern notwendig sind. Technische Rahmenbedingungen werden in der Arbeitsvorbereitung geplant. Diese unterteilt sich in die beiden Gebiete
- Arbeitsplanung oder Fertigungsplanung sowie die
- Arbeitssteuerung, welche mit der Produktionsplanung und -steuerung identisch ist.

## Überblick
Die Produktionsplanung und -steuerung bildet heute nach wie vor den Kern eines jeden Industrieunternehmens. Im Vordergrund steht die Optimierung des gesamten Produktionssystems. Produktionssysteme beschreiben die ganzheitliche Produktionsorganisation und beinhalten die Darstellung aller Konzepte, Methoden und Werkzeuge, die in ihrem Zusammenwirken die Effektivität und Effizienz des gesamten Produktionsablaufes ausmachen.
Die PPS teilt sich auf in die Produktionsplanung, die die Vorgänge mittel- bis kurzfristig vorplant, und die Produktionssteuerung, die anhand dieser Planung die Aufträge freigibt und steuert. Beide Bereiche greifen ineinander und sind insbesondere in kleinen bis mittelgroßen Betrieben meist auch in einem Verantwortungsbereich zusammengefasst.
In der Literatur herrscht keine Einigkeit über eine einheitliche Benennung und Aufteilung der einzelnen Schritte der PPS. Diese werden oftmals in unterschiedlicher Detaillierung aufgeführt und wurden von einem Autorenteam tabellarisch erfasst, systematisiert und gegenübergestellt.
Teile der PPS sind die Produktionsprogrammplanung, die Materialbedarfsplanung, die Termin- und Kapazitätsplanung, die Auftragsfreigabe und die Auftragsüberwachung.
Eine Übersicht über die Aufgaben der PPS liefert das Aachener PPS-Modell. Hier findet eine Gliederung in Kern-, Netzwerk- und Querschnittsaufgaben statt. Während die Kernaufgaben wie z. B. die Produktionsprogramm- und Produktionsbedarfsplanung die Abwicklung eines Auftrags vorantreiben sollen, dienen die Querschnittsaufgaben (z. B. Controlling, Auftragsmanagement) der bereichsübergreifenden Integration und Optimierung der PPS. Vor dem Hintergrund der Organisationsstruktur von Produktionsnetzwerken mit verteilten, lokalen Unternehmenseinheiten ist eine strategische Gestaltungsebene als Grundlage der strategisch/taktischen Planung notwendig. Diese Planungselemente werden unter den Netzwerkaufgaben zusammengefasst.
Ein weiteres Modell zur PPS ist das Hannoveraner Lieferkettenmodell.
Die Prozesse der PPS werden durch softwaregestützte PPS-Systeme durchgeführt, häufig sind diese integrativer Bestandteil eines Enterprise-Resource-Planning Systems. Erste Ansätze integrierter Systeme wurden Anfang der 70er Jahre unter anderem von IBM mit COPICS entwickelt.
Traditionelle PPS-Systeme basieren auf einem sukzessiven Planungskonzept. Die Aufgaben der Produktionsplanung und -steuerung werden in Teilprobleme zerlegt, die hintereinander gelöst werden. Jedoch sind die Übergänge zwischen den einzelnen Punkten oftmals fließend.
Die massenhafte Verbreitung technisch komplexer Produkte und stetige Verkürzung der Produktlebenszyklen führen seit einigen Jahren zu einem ständig steigenden Entsorgungsbedarf, dieser führt zu steigender Relevanz der Demontageplanung und -steuerung (DPS). Die DPS ist weitestgehend analog zur PPS konzipiert.

## Produktionsplanung
Die Produktionsplanung lässt sich nach Erich Gutenberg unterteilen in
- Produktionsprogrammplanung,
- Materialbedarfsplanung (MRP I; auch Bereitstellungsplanung als Teil innerbetrieblicher Logistik) und
- Produktionsprozessplanung (auch Ablauf- bzw. Produktionsdurchführungsplanung)

### Produktionsprogrammplanung
Im Rahmen der Produktionsprogrammplanung beschäftigt man sich mit der lang-, mittel- und kurzfristigen Planung, wobei Parameter wie Kapitalbindung, Fristigkeit und Korrigierbarkeit der Fehler entscheidend sind, ob sie einen strategischen oder operativen Charakter tragen. Bei langfristiger Planung (ab 3 Jahren) ist die Frage über Marktsegmente und entsprechende Produkte zu klären, die den Schwerpunkt unternehmerischer Aktivitäten bilden sollen. Mittelfristig (Quartals-, Jahresplanung) werden Produktgruppen geplant, so dass kurzfristig (unterjährig) lediglich über die Menge herzustellender Produkte zu entscheiden ist.
Die Erstellung eines Produktionsprogramms ist bei variantenreichen und komplexen Erzeugnissen ein iterativer Planungsprozess, der sich über einen langen Zeitraum erstreckt. Daraus haben sich spezifische Methoden und Verfahren der Planung von Produktionsprogrammen entwickelt, wie dies bspw. im Automobilbau der Fall ist. Hier wird zunächst der langfristige Absatz je Land oder Absatzmarkt geschätzt, wobei unterschiedliche stochastische Prognoseverfahren eingesetzt werden. Aus dem prognostizierten Absatz wird der absatzorientierte Vertriebsplan erstellt, aus dem der fertigungsorientierte Produktionsplan abgeleitet wird. Vertriebs- und Produktionspläne enthalten noch keine konkreten Produkte, sondern nur aggregierte Produktionsmengen für die verschiedenen Produktarten (z. B. PKW, LKW, Omnibus) und deren Produktklassen bzw. Produktfamilien (z. B. VW Golf, VW Passat, VW Polo usw.). Erst relativ spät werden die Produktionsprogramme erstellt, in denen die echten Fahrzeugbestellungen der Kunden oder Händler stehen.
Der Vertriebsplan ist marktbezogen, während der Produktionsplan werksbezogen ist und zugleich die Produktionskapazitäten beschreibt. Erst im Kurzfristzeitraum werden die Vertriebs- und Produktionsprogramme erstellt. Zuerst wird auf Basis der tatsächlichen Kundenaufträgen das marktorientierte Vertriebsprogramm erstellt, aus dem das Produktionsprogramm abgeleitet wird. Wegen der Variantenvielfalt und aufgrund von Restriktionen (z. B. Produktions- oder Lieferkapazitäten) wird dabei das Produktionsprogramm geglättet, wobei das Ziel der Produktion ist, alle Kundenbestellungen so rechtzeitig fertigzustellen, dass sie dem Vertrieb bzw. dem Kunden vereinbarungsgemäß übergeben werden können. Die meisten Unternehmen streben inzwischen an, möglichst nur noch Produkte nach Kundenauftrag (Build-to-Order) herzustellen und damit dem mass-customization nahezukommen.
Auf Basis des verbindlichen Produktionsprogramms für Enderzeugnisse (Produkt) können Fertigungsprogramme (Fertigungsauftrag) für die benötigten Herstellteile und die Lieferprogramme (Lieferabruf) für erforderlichen Kaufteile abgeleitet werden. Dazu müssen die Produktionsprogramme über Stücklisten in ihre Komponenten (Teile und Baugruppen) aufgelöst werden.

### Materialbedarfsplanung
Ausgehend vom Primärbedarf (verkaufsfähige und nachgefragte Enderzeugnisse) wird in der Materialbedarfsplanung ermittelt, welche Mengen an Rohstoff oder Rohteilen, Zwischenprodukten, Einzelteilen und Baugruppen (= Sekundärbedarf) zur Deckung des Primärbedarfs benötigt werden. Hierzu müssen die Komponenten, aus denen sich das Erzeugnis zusammensetzt, in Stücklisten oder Arbeitsplänen dokumentiert sein. Für alle Komponenten (Einzelteile und Baugruppen), die in der Stückliste vorkommen, sollte es auch eine technische Zeichnung geben, die den aktuellen Konstruktionsstand beschreibt, um die Konsistenz von kaufmännischen, produktionstechnischen und konstruktiven Daten und Prozessen sicherzustellen. Das Erzeugnis wird mit Hilfe dieser Stücklisten und Arbeitspläne sukzessiv in seine Komponenten zerlegt; dafür gibt es unterschiedliche Verfahren der Stücklistenauflösung, die sich an der Art der Stücklistendarstellung orientieren. Aus der Stücklistenauflösung erhält man zunächst den Bedarf an höheren Baugruppen und Einbauteilen. Mit Hilfe von Dispositionsparametern (z. B. Losgröße, Vorlauf-/Lieferzeit, …) können daraus die Fertigungs- und Lieferprogramme für die Baugruppen abgeleitet werden. Diese werden wiederum mit Hilfe von Stücklisten in kleinere Baugruppen und Einbauteile zerlegt, die wiederum die Grundlage für die nächste Stufe der Materialbedarfsplanung sind usw. usf. Die letzte Stufe der Stückliste sind immer die Einbauteile; diese sind entweder Kaufteile, die von anderen Herstellern beschafft werden müssen, oder Herstellteile, die vom Unternehmen selber hergestellt werden. Für die Fertigung dieser 'Hausteile' müssen die notwendigen Rohteile, Materialien und Rohstoffe eingekauft werden, die in einem Arbeitsplan dokumentiert werden (s. Eigenfertigung oder Fremdbezug).
In Industriezweigen mit technisch komplexen und variantenreichen Erzeugnissen, wie bspw. in der Automobilindustrie, ist die Ermittlung des Sekundärsbedarfs besonders aufwendig. Sie erfordert zuerst die Auflösung der Produktdefinition aus der individuellen Kundenbestellung mit Hilfe einer Varianten-Stückliste. Aufgrund der Variantenvielfalt wird das Produkt über Merkmale definiert, wobei ein Produktkonfigurator dem Kunden bei der Auswahl seiner gewünschten Merkmale hilft und ihn auf die zulässigen/unzulässigen Merkmalskombinationen hinweist. Anhand der Produktdefinition, die zwingender Bestandteil des Kundenauftrags ist, kann aus einer Komplex- bzw. Maximal-Stückliste eine auftragsbezogene Stückliste für ein einzelnes Produkt generiert werden, die alle benötigten Baugruppen und Teile enthält. Die Zusammenfassung aller so ermittelten singulären Sekundärbedarfe stellt den Ausgangspunkt für die Ermittlung des Nettobedarfs sowie der Auftragsbildung für Kauf- und Herstellteile dar. Dabei müssen verschiedene Restriktionen berücksichtigt werden, durch den der ermittelte Sekundärbedarf zeitlich und mengenmäßig an die vorhandenen Produktions- und Transportbedingungen angepasst wird: Produktions- und Transportkapazitäten, Losgrößen, Arbeitszeiten, Transportzeiten etc.

### Produktionsprozessplanung
Diese umfasst die
- Losgrößenplanung
- Termin- und Kapazitätsplanung
- Reihenfolgeplanung und Feinterminierung

#### Losgrößenplanung
Die Losgrößenplanung bestimmt wie viele Aufträge eines Produktes zu einem Los zusammengefasst werden können, so dass die Summe aus den entstehenden Produktions-, Lagerhaltungs-, Rüst- und Reinigungskosten minimiert wird. Die optimale Losgröße kann auf Grund von mangelnden Kapazitäten nicht immer realisiert werden und muss zu Lasten der Kosten gesplittet werden.

#### Termin- und Kapazitätsplanung
Sobald die zu produzierenden Mengen bekannt sind, wird mit der Terminplanung begonnen. Mittels der Durchlaufterminierung werden früheste und späteste Termine für die Durchführung einzelner Arbeitsschritte geplant.
Anschließend muss die Frage geklärt werden, ob die erforderlichen Kapazitäten für das Produktionsprogramm vorhanden sind. Dies wird in der Kapazitätsterminierung grob geplant. Bei Kapazitätsengpässen müssen einzelne Arbeitsschritte in andere Zeiträume verschoben werden. Sobald dies geschehen ist, können grob terminierte Aufträge an die Produktionssteuerung weitergegeben werden.

#### Reihenfolgeplanung und Feinterminierung
Bei der Feinplanung wird festgelegt, welche Maschinen bestimmten Aufträgen zugeordnet werden. Kurzfristige Aufgaben der Produktionssteuerung sind vor allem in Zusammenhang mit kurzfristigen Änderungen in der Auftrags- oder Kapazitätsrealität zu sehen:
- ungeplanter Ausfall einer Maschine oder Anlage bzw. eines Mitarbeiters
- unerwartete Kundenaufträge mit hoher Priorität.

Da die Zusammenhänge mehrdimensional sind, werden die Aufgaben der Produktionssteuerung vermehrt mit entsprechenden Softwaresystemen durchgeführt. Diese erlauben nicht nur, die genannten Aufgaben und Randbedingungen effizient und komfortabel auszuführen, sie ermöglichen zudem eine hohe Flexibilität des Planers und eine hohe Transparenz über den aktuellen Belegungs- und Terminzustand in der Produktion.
Während manche Systeme Methoden des Operations Research zur Optimierung der Ergebnisse verwenden, zeichnen sich praxisorientierte Systeme durch heuristische Arbeitsweisen unter Berücksichtigung arbeitsvorgangbezogener Prioritätsregeln aus, die dem Verständnis und der Anschauung des Produktionsplaners weitgehend entsprechen.
Das Ergebnis sind Maschinenbelegungspläne und Betriebsmittelzuordnungen von Vorrichtungen, Werkzeugen, NC-Programmen und Zuordnungen von Mitarbeitern.

#### Reihenfolgeplanung mehrstufiger verfahrenstechnischer Batchprozesse
Bei der Planung mehrstufiger Produktionsverfahren (Batchbetrieb) werden nicht nur die Aufträge für Endprodukte (Halbfertigware für das neutrale Lager bzw. Abfüllaufträge) seriell auf unterschiedliche Produktionslinien angeordnet. Vielmehr müssen auch „Unteraufträge“ für die einzelnen Teilfertigungsstufen und deren Abhängigkeiten voneinander berücksichtigt und geplant werden. Speziell beim Batchbetrieb bedarf es der genauen Kenntnis über die Fertigungsanlagen und deren verfahrenstechnischen Möglichkeiten (rühren, heizen, kühlen, destillieren, evakuieren etc.). So müssen aber auch Minimal- und Maximalmengen pro Charge – Behälterabhängig – berücksichtigt werden. Auch produktspezifische Parameter wie Chargentrennung bei Zwischenlagerungen, Verarbeitbarkeitszeiträume von Zwischen- bzw. Teilprodukten oder Unterbrechungsmöglichkeiten während der Produktion spielen in der Verfahrenstechnik eine große Rolle und gehen in die Reihenfolgeplanung ein. Dabei ist die Betrachtung von materialfolgeabhängigen Reinigungs- und Rüstzeiten aller Anlagenteile selbstverständlich.
Planungssysteme für komplexe Produktionsverfahren kombinieren aber auch Teil-Fertigungsstufen unterschiedlichen Typs. So liegt bei Produktionsstufen vom Typ „Batch-Charakter“ eine feste Belegungszeit vor, wobei sich bei Typ „Konti-Charakter“ die Anlagenbelegungszeit aus einer Reaktions-, Durchlauf- bzw. Förderleistung [z. B.: kg/Std] errechnet.
Eine übersichtliche Darstellung der geplanten und laufenden Fertigung erfolgt in der dynamisierten Plantafel. Hier werden die Sollvorgaben aus dem Fertigungsplan mit dem Status aus der Fertigung verglichen und als Gantt-Diagramm dargestellt. Das integrierte Monitoring meldet dabei eventuelle Verzögerungen und errechnet neue Restlaufzeiten.

## Produktionssteuerung
Die Produktionssteuerung ist das Veranlassen, Überwachen und Sichern der Durchführung der freigegebenen Aufträge. Für den Bereich der Fertigung (und Montage) spricht man auch von Fertigungssteuerung. Nachdem durch Feinterminierung die Maschinenbelegung festgelegt wurde, werden die Aufträge durch das Bereitstellen von Arbeitsbelegen für den Betrieb veranlasst. Die Überwachung erfolgt durch geeignete zeitnahe Rückmeldesysteme. Das Sichern ist das korrigierende Eingreifen bei Abweichungen, wie Menge, Termine und Qualität.

### Auftragsfreigabe
Die von der Produktionsplanung eingehenden grob terminierten Aufträge werden hier feinterminiert. Für die Auftragserzeugung wurden unterschiedliche Verfahren entwickelt wie bsw. Kanban, Conwip, Fortschrittszahlen oder das Basestock-Konzept. Die Auftragsfreigabe kann nach dem Termin, dem Bestand, dem Workload oder engpass-orientiert gesteuert werden, zudem gibt es noch die belastungsorientierte Auftragsfreigabe (BoA-Prinzip) und die  Polca-Steuerung.

### Auftragsüberwachung
Voraussetzung einer Überwachung der Produktionsabläufe sind Rückmeldungen über den aktuellen Stand der Produktion, kurz eine Betriebsdatenerfassung. Die Rückmeldungen erfolgen entweder über direkte Eingaben an Bildschirmarbeitsplätzen oder über Betriebsdatenerfassungs- (BDE) bzw. Manufacturing Execution Systeme (MES). Diese Rückmeldedaten sind nicht nur für die Fertigungssteuerung von Bedeutung, sondern auch für die Bruttolohnabrechnung, die Materialbestandsfortschreibung, mitlaufende Kalkulation und Nachkalkulation, die Qualitätskontrolle und die Instandhaltung für die Wartungsplanung.

## Konzeption von Produktionsplanungs- und -steuerungssystemen

### Produktionsplanung und -steuerung nach dem Push-Prinzip (schiebendes Prinzip)
Zur Bewältigung der umfangreichen Aufgaben der operativen Produktionsplanung und -steuerung werden in der betrieblichen Praxis seit langem computergestützte Produktionsplanungs- und -steuerungssysteme (PPS-Systeme) eingesetzt, die nach dem Push-Prinzip arbeiten, da die Produktionsaufträge in den Produktionsprozess hineingedrückt werden. PPS-Systeme greifen regelmäßig auf eine Datenbank des Produktionsbereichs zurück, in der alle Daten über die Erzeugnisse, Produktionsprozesse und Ressourcen abgelegt sind.
Auf der Basis aller Real- oder Planaufträge mit den jeweiligen Fertigstellungsterminen wird eine so genannte Durchlaufterminierung des gesamten Produktionsablaufs durchgeführt. Dies geschieht mit Hilfe festgelegter bzw. ermittelter durchschnittlicher Zeiten für einzelne Bearbeitungsschritte. Alle Aufträge werden somit in ihre Arbeitsschritte unterteilt und für diese Anfangs- und Endzeiten festgelegt sowie die sich daraus ergebenden Anfangs- und Endzeiten für die Aufträge errechnet.
Im Anschluss an die Durchlaufterminierung wird für jede Ressource die resultierende Kapazitätsbelastung ermittelt und der Kapazitätsbedarf dem Kapazitätsangebot gegenübergestellt. Im Rahmen eines Kapazitätsbelastungsausgleichs wird versucht, Überbelastungen gegebenenfalls durch Terminverschiebungen nichtkritischer Aufträge sowie durch Einplanung von Überstunden zu beseitigen. Im Folgenden wird dann eine Auftragsreihenfolge mit genauem Start und Endtermin für jede Arbeitsgruppe oder Maschine festgelegt. Dieses Terminraster dient dann der Steuerung des Informations- und Materialflusses in der Produktion.

### Produktionsplanung und -steuerung nach dem Pull-Prinzip (ziehendes Prinzip)
Bei der Produktion auf Abruf (Pull-Prinzip) beginnt die Produktionssteuerung – im Gegensatz zum Push-System – bei dem Produktionsprogramm für die Produkte, die von einem Kunden oder einem Händler bestellt worden sind. Es werden dann nur noch die benötigten Teile und Baugruppen aus den davorliegenden Fertigungsbereichen oder vom Lieferanten beschafft, die wiederum nur die erforderlichen Teile und Baugruppen beschaffen usw. usf. Das Pull-Prinzip erfordert eine entsprechende (Re)Organisation des gesamten Produktionsprozesses und der Lieferprozesse (s. a. SCM).
Grundsätzliche Idee ist es, dass jede Stelle immer nur so viele Einheiten eines Erzeugnisses herstellt, wie tatsächlich von den nachfolgenden (verbrauchenden) Stellen benötigt werden (Produktion auf Abruf). Dieses Prinzip funktioniert am besten für Standardprodukte mit regelmäßigem Bedarfsverlauf, wenigen Varianten und einer materialflussorientierten Bedarfsmittelanordnung.
Es können nacheinandergeschaltete selbststeuernde Regelkreise (Fertigungsbereiche) installiert werden und die kurzfristige Produktionssteuerung kann von den Mitarbeitern des jeweiligen Fertigungsbereiches übernommen werden.
Jeder Regelkreis besitzt eine Senke, in der Material zum nachgelagerten Regelkreis gebracht und dort verbraucht wird und eine Quelle, die vom vorgelagerten Regelkreis befüllt wird.
Es können auch verkettete Fertigungs- und Belieferungssysteme installiert werden, die sich untereinander nach festen Regeln und Prinzipien versorgen. Folgende Anlieferungsvarianten können unterschieden werden:
- Just-in-sequence-Produktion
- Just-in-time-Produktion
- Kanban
- Milkrun-Konzept oder Routenverkehr
- Warenkorb
- Zweibehältersystem

Es muss jedoch beachtet werden, dass, je nach Informationsgeschwindigkeit, ein Peitscheneffekt (bullwhip effect) vorkommen kann, da auch hier auf Sicherheit vorbestellt wird um eine Fehlmenge zu vermeiden. Der Bullwhip-Effekt kann durch das Konzept der Fortschrittszahl vermieden werden. Diese wird in der Großserienfertigung, zum Beispiel zwischen den Automobilherstellern und -zulieferern als Verfahren der Produktions- und Beschaffungssteuerung nach dem Pull-Prinzip eingesetzt.